# Галиця (гора)
Галиця (алб. Gjallica, Mali i Gjalicës або Gjallica e Lumës) — вапнякова гора, розташована за 8 км на південний схід від міста Кукес в області Кукес на північному сході Албанії. Найвища вершина досягає 2487 м, що робить її найвищою точкою району. Сніговий покрив у високих районах тримається до червня в роки з більш холодними зимами.
Східна сторона гори входить в область Гора, населену македонцями-мусульманами (горанцями).

## Природа та екологія
Масив розташований на межі між екорегіонами Балканських та Динарських мішаних лісів. Схили гір переважно вкриті хвойними лісами. У високогір'ях поширені сосни та буки, але підніжжя бідне на рослинність через забруднення фабрики, яка сьогодні закрита. Гора здається дуже високою, оскільки Долина Чорного Дрину лише 250 м н.р.м. на західній стороні
|  |  |  |

## Зовнішні посилання
- Галица — SummitPost
- Галица — Peakbagger